# Martini & Rossi
Martini & Rossi ist ein italienischer Getränkehersteller mit Sitz in Chieri bei Turin. Das Unternehmen wurde insbesondere durch ihre Wermut-Marke Martini bekannt. Ein weiteres bekanntes Produkt ist der Martini Prosecco. Martini & Rossi kontrolliert heute auch die Produktion des französischen Wermuts der Marke Noilly Prat. Das Unternehmen gehört seit 1993 zur Bacardi-Gruppe.

## Geschichte

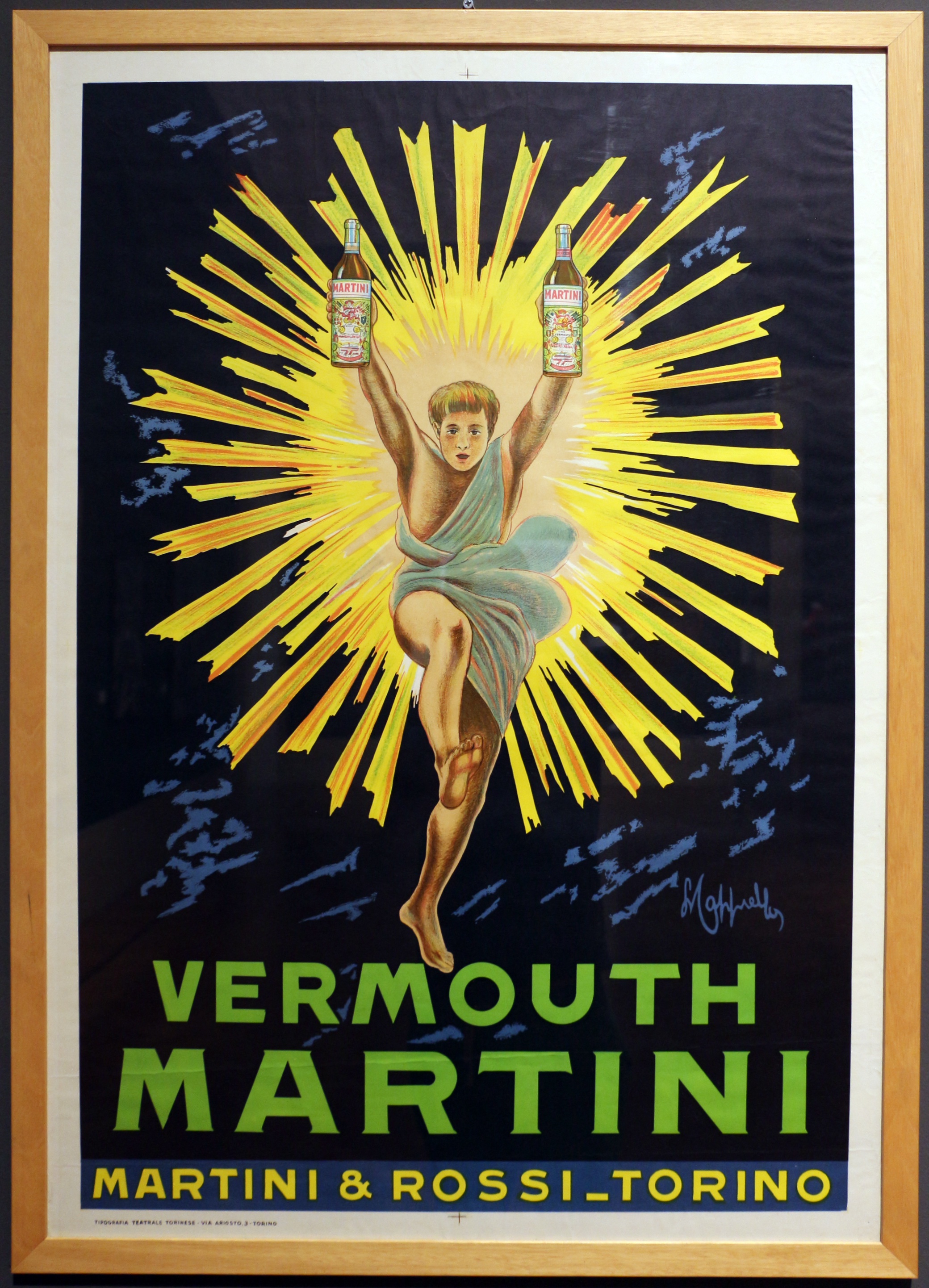
Martini-Werbeplakat von 1920

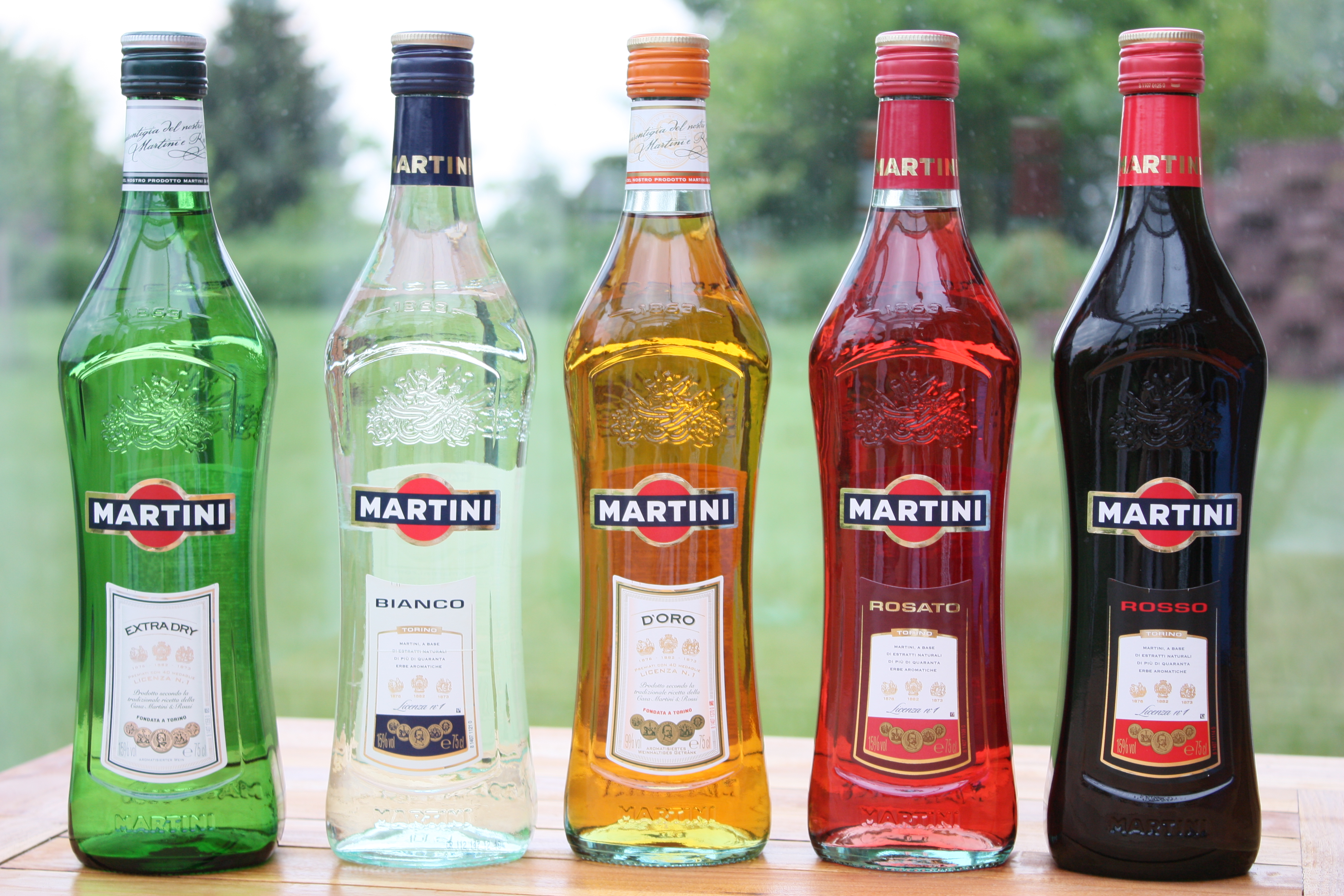
Martini-Varianten

1863 übernahmen drei Angestellte einer Weinhandelsfirma, der Handelsvertreter Alessandro Martini, der Buchhalter Teofilo Sola und der Kellermeister und Kräuterkenner Luigi Rossi ihre Firma und nannten sie – entsprechend den neuen Eigentumsverhältnissen – in Martini Sola e Cia um. Im selben Jahr begannen sie mit der Produktion von Wermut in Pessione, einem Stadtteil von Chieri nahe Turin. Nach dem Tod von Teofilo Sola 1879 erhielt die Firma den Namen Martini & Rossi.
Bereits Ende des 19. Jahrhunderts war die Marke Martini weltbekannt und die Firma mit Niederlassungen in wichtigen Handelsmetropolen wie Buenos Aires (1884), Genf (1886) oder Barcelona (1893) vertreten.
Mit der Übernahme des Unternehmens durch die vier Söhne von Luigi Rossi im Jahr 1900 änderte sich auch die Marketingstrategie, und schon bald war die Firma auch als großer Sponsor kultureller und sportlicher Aktivitäten bekannt. Dieser Strategie blieb das Unternehmen bis heute treu. Insbesondere im Rad- und Motorsport war die Marke Martini über Jahrzehnte hinweg stark präsent, einige Jahre präsentierte sich Martini bis zum Werbeverbot für Alkoholika auch in der Luft mit der Patrouille Martini.
Im Jahr 1993 verkaufte Lorenzo Rossi di Montelera die Anteile der Familie an Martini & Rossi für 1,4 Milliarden US-Dollar an Bacardi, das mit dem Zusammenschluss einer der weltgrößten Hersteller von alkoholischen Getränken wurde.

## Produkte
Wein-Aperitifs und Wermut
Die bekanntesten Produkte der Marke sind die Wein-Aperitifs Martini Rosso (rot) und Martini Bianco (weiß) mit jeweils 14,4 Vol.-% Alkohol, daneben wird auch eine Rosé-Variante sowie der zitrusbetonte Martini Fiero angeboten. Dazu kommt ein trockener, 1900 eingeführter Wermut, der weiße Martini „Extra Dry“ mit 15 Vol.-% Alkohol, sowie zwei Riserva-Wermuts mit je 18 Vol.-% Alkohol.
Schaumwein
Das Martini-Schaumwein-Segment setzt sich aus den Varianten Asti, Prosecco, Brut und Rosé zusammen.